# Fodbold under sommer-OL 2016
Fodbold under Sommer-OL 2016 bliver afholdt og spillet fra den 3. til den 20. august i Rio de Janeiro, Brasilien. Der spilles for både mænd og kvinder. Udover hovedbyen vil der også blive spillet kampe i Belo Horizonte, Brasília, Salvador, São Paulo og Manaus.
Foreninger, der er tilknyttet FIFA, kan sende hold til turneringen. Mændenes hold er forpligtet til spillere under 23 år (født 1. januar 1993 eller efter), dog med et tilladt maksimum på tre spillere, der overstiger aldersgrænsen. Der er samtidig ingen aldersspecifikke regler ved kvindernes turnering.. Der vil igennem turneringen bruges omkring 400 fodbolde

## Turneringsskema
Skemaet for mændenes og kvindernes turnering blev offentliggjort 10. november 2015
| GS | Gruppespil | KF | Kvartfinaler | SF | Semifinaler | B | Bronzekamp | F | Finale |

| Event / Dato | Ons 3 | Tor 4 | Fre 5 | Lør 6 | Søn 7 | Man 8 | Tir 9 | Ons 10 | Tor 11 | Fre 12 | Lør 13 | Søn 14 | Man 15 | Tir 16 | Ons 17 | Tor 18 | Fre 19 | Fre 19 | Lør 20 | Lør 20 |
| ------------ | ----- | ----- | ----- | ----- | ----- | ----- | ----- | ------ | ------ | ------ | ------ | ------ | ------ | ------ | ------ | ------ | ------ | ------ | ------ | ------ |
| Mænd         |       | GS    |       |       | GS    |       |       | GS     |        |        | KF     |        |        |        | SF     |        |        |        | B      | F      |
| Kvinder      | GS    |       |       | GS    |       |       | GS    |        |        | KF     |        |        |        | SF     |        |        | B      | F      |        |        |

## Spillesteder
Rio de Janeiro vil arrangere de indledende runder ved Estádio Olímpico João Havelange og mændenes og kvindernes finaler ved Maracanã Stadium den 19. og 20. august. Udover hovedbyen Rio de Janeiro vil der også blive spillet i fem andre byer: São Paulo, Belo Horizonte, Brasília, Salvador og Manaus.
| Rio de Janeiro, Rio de Janeiro                       | Rio de Janeiro, Rio de Janeiro                                                                           | Brasília, Distrito Federal                                                                               | São Paulo, São Paulo                                                                                     |
| ---------------------------------------------------- | --- | --- | --- |
| Maracanã                                             | Estádio Olímpico                                                                                         | Estádio Nacional Mané Garrincha                                                                          | Arena Corinthians                                                                                        |
| 15°47′0.6″S 47°53′56.99″V / 15.783500°S 47.8991639°V | 23°32′43.91″S 46°28′24.14″V / 23.5455306°S 46.4733722°V                                                  | 22°53′35.42″S 43°17′32.17″V / 22.8931722°S 43.2922694°V                                                  | 22°54′43.8″S 43°13′48.59″V / 22.912167°S 43.2301639°V                                                    |
| Kapacitet: 74,738 Renovated for the 2014 World Cup   | Kapacitet: 60,000 Renoveret til Sommer-OL 2016                                                           | Kapacitet: 69,349 Renoveret til VM i fodbold 2014                                                        | Kapacitet: 48,234 Nyt stadion til VM i fodbold 2014                                                      |
|                                                      | | | |
| Belo Horizonte, Minas Gerais                         | Belo Horizonte Brasília São Paulo Rio de Janeiro Salvador ManausFodbold under sommer-OL 2016 (Brasilien) | Belo Horizonte Brasília São Paulo Rio de Janeiro Salvador ManausFodbold under sommer-OL 2016 (Brasilien) | Belo Horizonte Brasília São Paulo Rio de Janeiro Salvador ManausFodbold under sommer-OL 2016 (Brasilien) |
| Mineirão                                             | Belo Horizonte Brasília São Paulo Rio de Janeiro Salvador ManausFodbold under sommer-OL 2016 (Brasilien) | Belo Horizonte Brasília São Paulo Rio de Janeiro Salvador ManausFodbold under sommer-OL 2016 (Brasilien) | Belo Horizonte Brasília São Paulo Rio de Janeiro Salvador ManausFodbold under sommer-OL 2016 (Brasilien) |
| 19°51′57″S 43°58′15″V / 19.86583°S 43.97083°V        | Belo Horizonte Brasília São Paulo Rio de Janeiro Salvador ManausFodbold under sommer-OL 2016 (Brasilien) | Belo Horizonte Brasília São Paulo Rio de Janeiro Salvador ManausFodbold under sommer-OL 2016 (Brasilien) | Belo Horizonte Brasília São Paulo Rio de Janeiro Salvador ManausFodbold under sommer-OL 2016 (Brasilien) |
| Kapacitet: 58,170 Renoveret til VM i fodbold 2014    | Belo Horizonte Brasília São Paulo Rio de Janeiro Salvador ManausFodbold under sommer-OL 2016 (Brasilien) | Belo Horizonte Brasília São Paulo Rio de Janeiro Salvador ManausFodbold under sommer-OL 2016 (Brasilien) | Belo Horizonte Brasília São Paulo Rio de Janeiro Salvador ManausFodbold under sommer-OL 2016 (Brasilien) |
|                                                      | Belo Horizonte Brasília São Paulo Rio de Janeiro Salvador ManausFodbold under sommer-OL 2016 (Brasilien) | Belo Horizonte Brasília São Paulo Rio de Janeiro Salvador ManausFodbold under sommer-OL 2016 (Brasilien) | Belo Horizonte Brasília São Paulo Rio de Janeiro Salvador ManausFodbold under sommer-OL 2016 (Brasilien) |
| Salvador, Bahia                                      | Belo Horizonte Brasília São Paulo Rio de Janeiro Salvador ManausFodbold under sommer-OL 2016 (Brasilien) | Belo Horizonte Brasília São Paulo Rio de Janeiro Salvador ManausFodbold under sommer-OL 2016 (Brasilien) | Belo Horizonte Brasília São Paulo Rio de Janeiro Salvador ManausFodbold under sommer-OL 2016 (Brasilien) |
| Itaipava Arena Fonte Nova                            | Belo Horizonte Brasília São Paulo Rio de Janeiro Salvador ManausFodbold under sommer-OL 2016 (Brasilien) | Belo Horizonte Brasília São Paulo Rio de Janeiro Salvador ManausFodbold under sommer-OL 2016 (Brasilien) | Belo Horizonte Brasília São Paulo Rio de Janeiro Salvador ManausFodbold under sommer-OL 2016 (Brasilien) |
| 12°58′43″S 38°30′15″V / 12.97861°S 38.50417°V        | Belo Horizonte Brasília São Paulo Rio de Janeiro Salvador ManausFodbold under sommer-OL 2016 (Brasilien) | Belo Horizonte Brasília São Paulo Rio de Janeiro Salvador ManausFodbold under sommer-OL 2016 (Brasilien) | Belo Horizonte Brasília São Paulo Rio de Janeiro Salvador ManausFodbold under sommer-OL 2016 (Brasilien) |
| Kapacitet: 51,900 Nyt stadion til VM i fodbold 2014  | Belo Horizonte Brasília São Paulo Rio de Janeiro Salvador ManausFodbold under sommer-OL 2016 (Brasilien) | Belo Horizonte Brasília São Paulo Rio de Janeiro Salvador ManausFodbold under sommer-OL 2016 (Brasilien) | Belo Horizonte Brasília São Paulo Rio de Janeiro Salvador ManausFodbold under sommer-OL 2016 (Brasilien) |
|                                                      | Belo Horizonte Brasília São Paulo Rio de Janeiro Salvador ManausFodbold under sommer-OL 2016 (Brasilien) | Belo Horizonte Brasília São Paulo Rio de Janeiro Salvador ManausFodbold under sommer-OL 2016 (Brasilien) | Belo Horizonte Brasília São Paulo Rio de Janeiro Salvador ManausFodbold under sommer-OL 2016 (Brasilien) |
| Manaus, Amazonas                                     | Belo Horizonte Brasília São Paulo Rio de Janeiro Salvador ManausFodbold under sommer-OL 2016 (Brasilien) | Belo Horizonte Brasília São Paulo Rio de Janeiro Salvador ManausFodbold under sommer-OL 2016 (Brasilien) | Belo Horizonte Brasília São Paulo Rio de Janeiro Salvador ManausFodbold under sommer-OL 2016 (Brasilien) |
| Arena da Amazônia                                    | Belo Horizonte Brasília São Paulo Rio de Janeiro Salvador ManausFodbold under sommer-OL 2016 (Brasilien) | Belo Horizonte Brasília São Paulo Rio de Janeiro Salvador ManausFodbold under sommer-OL 2016 (Brasilien) | Belo Horizonte Brasília São Paulo Rio de Janeiro Salvador ManausFodbold under sommer-OL 2016 (Brasilien) |
| 3°4′59″S 60°1′41″V / 3.08306°S 60.02806°V            | Belo Horizonte Brasília São Paulo Rio de Janeiro Salvador ManausFodbold under sommer-OL 2016 (Brasilien) | Belo Horizonte Brasília São Paulo Rio de Janeiro Salvador ManausFodbold under sommer-OL 2016 (Brasilien) | Belo Horizonte Brasília São Paulo Rio de Janeiro Salvador ManausFodbold under sommer-OL 2016 (Brasilien) |
| Kapacitet: 40,549 Nyt stadion til VM i fodbold 2014  | Belo Horizonte Brasília São Paulo Rio de Janeiro Salvador ManausFodbold under sommer-OL 2016 (Brasilien) | Belo Horizonte Brasília São Paulo Rio de Janeiro Salvador ManausFodbold under sommer-OL 2016 (Brasilien) | Belo Horizonte Brasília São Paulo Rio de Janeiro Salvador ManausFodbold under sommer-OL 2016 (Brasilien) |
|                                                      | Belo Horizonte Brasília São Paulo Rio de Janeiro Salvador ManausFodbold under sommer-OL 2016 (Brasilien) | Belo Horizonte Brasília São Paulo Rio de Janeiro Salvador ManausFodbold under sommer-OL 2016 (Brasilien) | Belo Horizonte Brasília São Paulo Rio de Janeiro Salvador ManausFodbold under sommer-OL 2016 (Brasilien) |

### Træningssteder
| Event stadium                   | Træningssted #1                | Træningssted #2                | Træningssted #3                | Træningssted #4              |
| ------------------------------- | ------------------------------ | ------------------------------ | ------------------------------ | ---------------------------- |
| Maracanã                        | CFZ Stadium                    | Vasco Barra Football Club      | Juliano Moreira Sports Complex | N/A                          |
| Estádio Nacional Mané Garrincha | Cave Stadium                   | Minas Brasília Tennis Club     | Yacht Club of Brasília         | Cruzeiro Stadium             |
| Mineirão                        | Toca da Raposa 1               | Toca da Raposa 2               | Cidade do Galo                 | América F.C. Training Center |
| Itaipava Arena Fonte Nova       | Parque Santiago Stadium        | Pituaçu Stadium                | Barradão Stadium               | E.C. Bahia Training Center   |
| Arena Corinthians               | São Paulo F.C. Training Center | S.E. Palmeiras Training Center | C.A. Juventus Stadium          | Nacional A.C. Stadium        |

## Kvalifikation

### Mændenes kvalifikation
Udover værtsnationen Brasilien vil 15 hold i mændenes kvalifikation kvalificere sig fra seks separate kontinentale forbund. FIFA bekræftede opstillingerne i marts 2014.
| Kvalifikationsgrund                                | Datoer1                          | Spillested1            | Berths | Kvalificeret |
| -------------------------------------------------- | -------------------------------- | ---------------------- | ------ | ------------ |
| Værtsnation                                        | 2. oktober 2009                  | Danmark                | 1      | Brasilien    |
| Sydamerikans Ungdomsfodboldmesterskab 2015         | 14. januar – 7. februar 2015     | Uruguay                | 1      | Argentina    |
| U/21 Europamesterskabet i fodbold 2015             | 17. – 30. juni 2015              | Tjekkiet               | 4      | Danmark      |
| U/21 Europamesterskabet i fodbold 2015             | 17. – 30. juni 2015              | Tjekkiet               | 4      | Tyskland     |
| U/21 Europamesterskabet i fodbold 2015             | 17. – 30. juni 2015              | Tjekkiet               | 4      | Portugal     |
| U/21 Europamesterskabet i fodbold 2015             | 17. – 30. juni 2015              | Tjekkiet               | 4      | Sverige      |
| Fodbold under Stillehavslegene 2015                | 3. – 17. juli 2015               | Papua Ny Guinea        | 1      | Fiji2        |
| CONCACAF's olympiske fodboldkvalifikation for mænd | 1. – 13. oktober 2015            | USA                    | 2      | Honduras     |
| CONCACAF's olympiske fodboldkvalifikation for mænd | 1. – 13. oktober 2015            | USA                    | 2      | Mexico       |
| U/23 Afrikamesterskabet i fodbold                  | 28. november – 12. december 2015 | Senegal                | 3      | Algeriet     |
| U/23 Afrikamesterskabet i fodbold                  | 28. november – 12. december 2015 | Senegal                | 3      | Nigeria      |
| U/23 Afrikamesterskabet i fodbold                  | 28. november – 12. december 2015 | Senegal                | 3      | Sydafrika    |
| U/23 Asienmesterskabet 2016                        | 12. – 30. januar 2016            | Qatar                  | 3      | Irak         |
| U/23 Asienmesterskabet 2016                        | 12. – 30. januar 2016            | Qatar                  | 3      | Japan        |
| U/23 Asienmesterskabet 2016                        | 12. – 30. januar 2016            | Qatar                  | 3      | Sydkorea     |
| CONCACAF–CONMEBOL play-off 2016                    | 25. – 29. marts 2016             | Flere (hjemme og ude)3 | 1      | Colombia     |
| Total                                              |                                  |                        | 16     |              |

- ↑1Datoer og spillesteder er disse fra turneringernes finaler (eller finalerunder i kvalifikationskampene).
- ↑2Nationer, der har olympisk debut
- ↑3Én kamp i hhv. Colombia og USA.

### Kvindernes kvalifikation
Udover værtsnationen Brasilien vil 11 hold i kvindernes kvalifikation kvalificere sig fra seks separate kontinentale forbund. FIFA bekræftede opstillingerne i marts 2014. De fleste kontinenter benytter sig af specifikke olympiske kvalifikationsturneringer til at placere sig, men to bruger lidt andre procedurer.
CONMEBOL bruger Copa América til at bestemme deres olympiske deltagerland. Fordi værtsnationen Brasilien vandt Copa América, kvalificerede andenpladsen, Colombia, sig i stedet for til de olympiske lege.
UEFA bruger generelt Verdensmesterskaberne i fodbold til at bestemme deres olympiske deltagerlande. De lande, der slutter i top 3, udover England, bliver kvalificeret. Når flere europæiske hold er elimineret i den samme runde og resultaterne står lige til en olympisk kvalifikation, bliver en olympisk kvalifikationsturnering taget i brug for at udligne resultaterne. I disse lege fik Tyskland og Frankrig deres billet til OL, da de i det mindste nåede kvartfinalerne (England opnåede også dette, men var ikke berettiget). Den næstbedste afslutning for de europæiske hold blev uafgjort mellem Holland, Norge, Sverige og Schweiz, hvor alle tabte i 16-delsfinalerne. Disse fire hold konkurrerede i en separat turnering og blev vundet af Sverige.
| Kvalifikationsgrund                            | Datoer4                     | Spillested4           | Berths | Kvalificeret |  |
| ---------------------------------------------- | --------------------------- | --------------------- | ------ | ------------ |  |
| Værtsnation                                    | 2. oktober 2009             | Danmark               | 1      | Brasilien    |  |
| 2014 Copa América                              | 11. – 28. september 2014    | Ecuador               | 1      | Colombia     |  |
| 2015 FIFA World Cup (for UEFA eligible teams)5 | 6. juni – 5. juli 2015      | Canada                | 2      | Frankrig     |  |
| 2015 FIFA World Cup (for UEFA eligible teams)5 | 6. juni – 5. juli 2015      | Canada                | 2      | Tyskland     |  |
| 2015 CAF Olympic Qualifying Tournament         | 2. – 18. oktober 2015       | Flere (hjemme og ude) | 2      | Sydafrika    |  |
| 2015 CAF Olympic Qualifying Tournament         | 2. – 18. oktober 2015       | Flere (hjemme og ude) | 2      | Zimbabwe6    |  |
| 2016 OFC Olympic Qualifying Tournament         | 23. januar 2016             | Papua Ny Guinea       | 1      | New Zealand  |  |
| 2016 CONCACAF Olympic Qualifying Championship  | 10. – 21. februar 2016      | USA                   | 2      | Canada       |  |
| 2016 CONCACAF Olympic Qualifying Championship  | 10. – 21. februar 2016      | USA                   | 2      | USA          |  |
| 2016 AFC Olympic Qualifying Tournament         | 29. februar – 9. marts 2016 | Japan                 | 2      | Australien   |  |
| 2016 AFC Olympic Qualifying Tournament         | 29. februar – 9. marts 2016 | Japan                 | 2      | Kina         |  |
| 2016 UEFA Olympic Qualifying Tournament        | 2. – 9. marts 2016          | Netherlands           | 1      | Sverige      |  |
| Total                                          |                             |                       | 12     |              |  |

- ↑4Datoer og spillesteder er disse fra turneringens finaler (eller finalerunder i kvalifikationskampene).
- ↑5England sluttede i top 3 i UEFA-kampene. England er dog ikke medlem af IOC.
- ↑6Nationer, der har olympisk debut.

## Mændenes gruppespil
Konkurrencen består af to trin: et gruppespil med et efterfølgende slutspil.

### Gruppespil
Holdene er opdelt i fire grupper med fire lande, der spiller mod hvert land i sin egen gruppe én gang. Tre point gives for en sejr, ét point for uafgjort. De to bedste lande i hver gruppe kvalificerer sig til kvartfinalerne.

#### Gruppe A
| Pos | Hold      | K | V | U | T | M+ | M- | MF | P | Kvalifikation |
| --- | --------- | - | - | - | - | -- | -- | -- | - | ------------- |
| 1   | Brasilien | 3 | 1 | 2 | 0 | 4  | 0  | +4 | 5 | Kvartfinale   |
| 2   | Danmark   | 3 | 1 | 1 | 1 | 1  | 4  | −3 | 4 | Kvartfinale   |
| 3   | Irak      | 3 | 0 | 3 | 0 | 1  | 1  | 0  | 3 |               |
| 4   | Sydafrika | 3 | 0 | 2 | 1 | 1  | 2  | −1 | 2 |               |

#### Group B
| Pos | Hold     | K | V | U | T | M+ | M- | MF | P | Kvalifikation |
| --- | -------- | - | - | - | - | -- | -- | -- | - | ------------- |
| 1   | Nigeria  | 3 | 2 | 0 | 1 | 6  | 6  | 0  | 6 | Kvartfinale   |
| 2   | Colombia | 3 | 1 | 2 | 0 | 6  | 4  | +2 | 5 | Kvartfinale   |
| 3   | Japan    | 3 | 1 | 1 | 1 | 7  | 7  | 0  | 4 |               |
| 4   | Sverige  | 3 | 0 | 1 | 2 | 2  | 4  | −2 | 1 |               |

#### Group C
| Pos | Hold     | K | V | U | T | M+ | M- | MF  | P | Kvalifikation |
| --- | -------- | - | - | - | - | -- | -- | --- | - | ------------- |
| 1   | Sydkorea | 3 | 2 | 1 | 0 | 12 | 3  | +9  | 7 | Kvartfinale   |
| 2   | Tyskland | 3 | 1 | 2 | 0 | 16 | 6  | +10 | 5 | Kvartfinale   |
| 3   | Mexico   | 3 | 1 | 1 | 1 | 7  | 4  | +3  | 4 |               |
| 4   | Fiji     | 3 | 0 | 0 | 3 | 1  | 23 | −22 | 0 |               |

#### Group D
| Pos | Hold      | K | V | U | T | M+ | M- | MF | P | Kvalifikation |
| --- | --------- | - | - | - | - | -- | -- | -- | - | ------------- |
| 1   | Portugal  | 3 | 2 | 1 | 0 | 5  | 2  | +3 | 7 | Kvartfinale   |
| 2   | Honduras  | 3 | 1 | 1 | 1 | 5  | 5  | 0  | 4 | Kvartfinale   |
| 3   | Argentina | 3 | 1 | 1 | 1 | 3  | 4  | −1 | 4 |               |
| 4   | Algeriet  | 3 | 0 | 1 | 2 | 4  | 6  | −2 | 1 |               |

### Slutspil
|  | Kvartfinaler                | Kvartfinaler           |                             |      | Semifinaler | Semifinaler |  |  | Finale | Finale |
|  |                             |                        |                             |      |             |             |  |  |        |        |
|  | 13. august - São Paulo      |                        |                             |      |             |             |  |  |        |        |
|  |                             |                        |                             |      |             |             |  |  |        |        |
|  | Brasilien                   | 2                      |                             |      |             |             |  |  |        |        |
|  | Brasilien                   | 2                      | 17. august - Rio de Janeiro |      |             |             |  |  |        |        |
|  | Colombia                    | 0                      |                             |      |             |             |  |  |        |        |
|  | Colombia                    | 0                      | Brasilien                   | 6    |             |             |  |  |        |        |
|  | 13. august - Belo Horizonte |                        | Brasilien                   | 6    |             |             |  |  |        |        |
|  |                             | Honduras               | 0                           |      |             |             |  |  |        |        |
|  | Sydkorea                    | Honduras               | 0                           | 0    |             |             |  |  |        |        |
|  | Sydkorea                    |                        | 20. august - Rio de Janeiro | 0    |             |             |  |  |        |        |
|  | Honduras                    | 1                      |                             |      |             |             |  |  |        |        |
|  | Honduras                    | 1                      | Brasilien                   | 1(5) |             |             |  |  |        |        |
|  | 13. august - Salvador       |                        | Brasilien                   | 1(5) |             |             |  |  |        |        |
|  |                             | Tyskland               | 1(4)                        |      |             |             |  |  |        |        |
|  | Nigeria                     | Tyskland               | 1(4)                        | 2    |             |             |  |  |        |        |
|  | Nigeria                     | 17. august - São Paulo |                             | 2    |             |             |  |  |        |        |
|  | Danmark                     | 0                      |                             |      |             |             |  |  |        |        |
|  | Danmark                     | 0                      | Nigeria                     | 0    |             |             |  |  |        |        |
|  | 13. august - Brasília       |                        | Nigeria                     | 0    |             |             |  |  |        |        |
|  |                             | Tyskland               | 2                           |      | Tredjeplads | Tredjeplads |  |  |        |        |
|  | Portugal                    | Tyskland               | 2                           | 0    | Tredjeplads | Tredjeplads |  |  |        |        |
|  | Portugal                    |                        | 20. august - Belo Horizonte | 0    |             |             |  |  |        |        |
|  | Tyskland                    | 4                      |                             |      |             |             |  |  |        |        |
|  | Tyskland                    | 4                      | Honduras                    | 2    |             |             |  |  |        |        |
|  |                             |                        |                             |      |             |             |  |  |        |        |
|  | Nigeria                     | 3                      |                             |      |             |             |  |  |        |        |
|  | Nigeria                     | 3                      |                             |      |             |             |  |  |        |        |

## Kvindernes gruppespil
Konkurrencen består af to trin: et gruppespil efterfulgt af et slutspil.

### Gruppespil
Holdene er opdelt i tre grupper med fire lande, der spiller mod hvert land i sin egen gruppe én gang. Tre point gives for en sejr, ét point for uafgjort. De to bedste lande, og de to bedste tredjepladser i hver gruppe kvalificerer sig til kvartfinalerne.

#### Gruppe E
| Pos | Hold      | K | V | U | T | M+ | M- | MF | P | Kvalifikation                  |
| --- | --------- | - | - | - | - | -- | -- | -- | - | ------------------------------ |
| 1   | Brasilien | 1 | 1 | 0 | 0 | 3  | 0  | +3 | 3 | Kvartfinaler                   |
| 2   | Sverige   | 1 | 1 | 0 | 0 | 1  | 0  | +1 | 3 | Kvartfinaler                   |
| 3   | Sydafrika | 1 | 0 | 0 | 1 | 0  | 1  | −1 | 0 | Kvartfinaler eller elimination |
| 4   | Kina      | 1 | 0 | 0 | 1 | 0  | 3  | −3 | 0 |                                |

1. ↑  De to bedste hold på tredjepladsen vil kvalificere sig til kvartfinalerne.

#### Gruppe F
| Pos | Hold       | K | V | U | T | M+ | M- | MF | P | Kvalifikation                  |
| --- | ---------- | - | - | - | - | -- | -- | -- | - | ------------------------------ |
| 1   | Tyskland   | 1 | 1 | 0 | 0 | 6  | 1  | +5 | 3 | Kvartfinaler                   |
| 2   | Canada     | 1 | 1 | 0 | 0 | 2  | 0  | +2 | 3 | Kvartfinaler                   |
| 3   | Australien | 1 | 0 | 0 | 1 | 0  | 2  | −2 | 0 | Kvartfinaler eller elimination |
| 4   | Zimbabwe   | 1 | 0 | 0 | 1 | 1  | 6  | −5 | 0 |                                |

1. ↑  De to bedste hold på tredjepladsen vil kvalificere sig til kvartfinalerne.

#### Group G
| Pos | Hold        | K | V | U | T | M+ | M- | MF | P | Kvalifikation                  |
| --- | ----------- | - | - | - | - | -- | -- | -- | - | ------------------------------ |
| 1   | Frankrig    | 1 | 1 | 0 | 0 | 4  | 0  | +4 | 3 | Kvartfinaler                   |
| 2   | USA         | 1 | 1 | 0 | 0 | 2  | 0  | +2 | 3 | Kvartfinaler                   |
| 3   | New Zealand | 1 | 0 | 0 | 1 | 0  | 2  | −2 | 0 | Kvartfinaler eller elimination |
| 4   | Colombia    | 1 | 0 | 0 | 1 | 0  | 4  | −4 | 0 |                                |

1. ↑  De to bedste hold på tredjepladsen vil kvalificere sig til kvartfinalerne.

### Slutspil
|  | Kvartfinaler                | Kvartfinaler                |                             |      | Semifinaler | Semifinaler |  |  | Finale | Finale |
|  |                             |                             |                             |      |             |             |  |  |        |        |
|  | 12. august - Belo Horizonte |                             |                             |      |             |             |  |  |        |        |
|  |                             |                             |                             |      |             |             |  |  |        |        |
|  | Brasilien                   | 0(7)                        |                             |      |             |             |  |  |        |        |
|  | Brasilien                   | 0(7)                        | 16. august - Rio de Janeiro |      |             |             |  |  |        |        |
|  | Australien                  | 0(6)                        |                             |      |             |             |  |  |        |        |
|  | Australien                  | 0(6)                        | Brasilien                   | 0(3) |             |             |  |  |        |        |
|  | 12. august - Brasília       |                             | Brasilien                   | 0(3) |             |             |  |  |        |        |
|  |                             | Sverige                     | 0(4)                        |      |             |             |  |  |        |        |
|  | USA                         | Sverige                     | 0(4)                        | 1(3) |             |             |  |  |        |        |
|  | USA                         |                             | 19. august - Rio de Janeiro | 1(3) |             |             |  |  |        |        |
|  | Sverige                     | 1(4)                        |                             |      |             |             |  |  |        |        |
|  | Sverige                     | 1(4)                        | Sverige                     | 1    |             |             |  |  |        |        |
|  | 12. august - São Paulo      |                             | Sverige                     | 1    |             |             |  |  |        |        |
|  |                             | Tyskland                    | 2                           |      |             |             |  |  |        |        |
|  | Canada                      | Tyskland                    | 2                           | 1    |             |             |  |  |        |        |
|  | Canada                      | 16. august - Belo Horizonte |                             | 1    |             |             |  |  |        |        |
|  | Frankrig                    | 0                           |                             |      |             |             |  |  |        |        |
|  | Frankrig                    | 0                           | Canada                      | 0    |             |             |  |  |        |        |
|  | 12. august - Salvador       |                             | Canada                      | 0    |             |             |  |  |        |        |
|  |                             | Tyskland                    | 2                           |      | Tredjeplads | Tredjeplads |  |  |        |        |
|  | Kina                        | Tyskland                    | 2                           | 0    | Tredjeplads | Tredjeplads |  |  |        |        |
|  | Kina                        |                             | 19. august - São Paulo      | 0    |             |             |  |  |        |        |
|  | Tyskland                    | 1                           |                             |      |             |             |  |  |        |        |
|  | Tyskland                    | 1                           | Brasilien                   | 1    |             |             |  |  |        |        |
|  |                             |                             |                             |      |             |             |  |  |        |        |
|  | Canada                      | 2                           |                             |      |             |             |  |  |        |        |
|  | Canada                      | 2                           |                             |      |             |             |  |  |        |        |

## Medaljefordeling

### Medaljetavle
Nøgle
     Værtsnation
| Placering    | Land         | Guld | Sølv | Bronze | Total |
| ------------ | ------------ | ---- | ---- | ------ | ----- |
| 1            | Tyskland     | 1    | 1    | 0      | 2     |
| 2            | Brasilien*   | 1    | 0    | 0      | 1     |
| 3            | Sverige      | 0    | 1    | 0      | 1     |
| 4            | Canada       | 0    | 0    | 1      | 1     |
| 4            | Nigeria      | 0    | 0    | 1      | 1     |
| Total 5 NOCs | Total 5 NOCs | 2    | 2    | 2      | 6     |

### Medaljemodtagere
| Event   | Guld | Sølv | Bronze |
| ------- | --- | --- | --- |
| Mænd    | Brasilien (BRA) · Weverton · Zeca · Rodrigo Caio · Marquinhos · Renato Augusto · Douglas Santos · Luan · Rafinha · Gabriel · Neymar · Gabriel Jesus · Walace · William · Luan Garcia · Rodrigo Dourado · Thiago Maia · Felipe Anderson · Uilson ·                                                                                               | Tyskland (GER) · Timo Horn · Jeremy Toljan · Lukas Klostermann · Matthias Ginter · Niklas Süle · Sven Bender · Max Meyer · Lars Bender · Davie Selke · Leon Goretzka · Julian Brandt · Jannik Huth · Philipp Max · Robert Bauer · Max Christiansen · Grischa Prömel · Serge Gnabry · Nils Petersen · Eric Oelschlägel                                               | Nigeria (NGR) · Daniel Akpeyi · Muenfuh Sincere · Kingsley Madu · Shehu Abdullahi · Saturday Erimuya · William Troost-Ekong · Aminu Umar · Oghenekaro Etebo · Imoh Ezekiel · John Obi Mikel · Junior Ajayi · Popoola Saliu · Umar Sadiq · Azubuike Okechukwu · Ndifreke Udo · Stanley Amuzie · Usman Mohammed · Emmanuel Daniel ·            |
| Kvinder | Tyskland (GER) · Almuth Schult · Josephine Henning · Saskia Bartusiak · Leonie Maier · Annike Krahn · Simone Laudehr · Melanie Behringer · Lena Goeßling · Alexandra Popp · Dzsenifer Marozsán · Anja Mittag · Tabea Kemme · Sara Däbritz · Babett Peter · Mandy Islacker · Melanie Leupolz · Isabel Kerschowski · Laura Benkarth · Svenja Huth | Sverige (SWE) · Jonna Andersson · Emilia Appelqvist · Kosovare Asllani · Emma Berglund · Stina Blackstenius · Hilda Carlén · Lisa Dahlkvist · Magdalena Eriksson · Nilla Fischer · Pauline Hammarlund · Sofia Jakobsson · Hedvig Lindahl · Fridolina Rolfö · Elin Rubensson · Jessica Samuelsson · Lotta Schelin · Caroline Seger · Linda Sembrant · Olivia Schough | Canada (CAN) · Stephanie Labbé · Allysha Chapman · Kadeisha Buchanan · Shelina Zadorsky · Rebecca Quinn · Deanne Rose · Rhian Wilkinson · Diana Matheson · Josée Bélanger · Ashley Lawrence · Desiree Scott · Christine Sinclair · Sophie Schmidt · Melissa Tancredi · Nichelle Prince · Janine Beckie · Jessie Fleming · Sabrina D'Angelo · |

## Eksterne links
- Football Arkiveret 26. august 2016 hos  Wayback Machine, Rio2016.com
- Men's Olympic Football Tournament, Rio 2016 Arkiveret 1. august 2016 hos  Wayback Machine, FIFA.com
- Women's Olympic Football Tournament, Rio 2016 Arkiveret 8. august 2016 hos  Wayback Machine, FIFA.com